# 貝南人民共和國
貝寧人民共和國 （法語：République populaire du Bénin）是西部非洲國家贝宁在1975年11月30日至1990年3月1日期間的國号，总统为马蒂厄·克雷库，该政权的执政党和唯一合法政党为贝宁人民革命党。
1972年10月26日，马蒂厄·克雷库司令领导的武装部队发动政变推翻政府，中止宪法，解散国民议会和总统委员会。1972年11月30日，其发表了《国家独立新政治》的主旨演讲。对领土行政部门进行了改革，市长和代表取代了传统结构（村长、修道院、万物有灵论神父等）。1974年11月30日，在阿波美市一群震惊的知名人士面前，他发表演讲，宣布达荷美“走马克思列宁主义道路”。
1975年11月30日，阿波美演讲一周年之际，克雷库将国名由达荷美改为贝宁，以纪念曾在邻国尼日利亚（中南部）繁荣兴盛的贝宁帝国。国庆日定于11月30日，以纪念 1972年、1974年和1975年的每一年的11月30日，政权称之为“三个辉煌的日子” 
贝宁人民共和国同苏联、东德、朝鲜民主主义人民共和国、越南和古巴关系密切。自称非洲“进步政权”，号召非洲各国建立“反帝国主义同盟”。
1977年1月16日，在摩洛哥的秘密支持下，由法国领导的雇佣军小组发动了一次失败政变，目的是推翻由马蒂厄·克雷库领导的贝宁人民共和国政府，一些流亡国外的马蒂厄·克雷库政权反对派企图武装颠覆贝宁人民共和国，但遭失败。
1988年末，贝宁由于经济上过度依赖东方阵营国家，财政状况急剧恶化，社会动荡。次年，克雷库被迫宣布放弃共产主义，同国内外反对派对话，进行政治改革。它实际上一直持续到1990年3月1日，随后通过了新宪法，并于1989年在全国废除了马克思列宁主义。
1990年3月1日，贝宁人民共和国成立过渡政府，为恢复多党制铺平了道路。1990年12月，新宪法经全民公决通过。国家保留官方名称贝宁，定名为贝宁共和国。1991年3月的总统选举中，总理尼塞福尔·索格洛击败克雷库，获得67.7%的选票，克雷库在1991年贝宁首次多党制民主总统大选中败北下台。
在1996年3月的选举中，克雷库击败索格洛再次当选总统，同时放弃了对马克思主义和无神论的所有提及，成为一名福音派牧师。他重返政坛并不意味着在贝宁恢复马克思列宁主义政权。

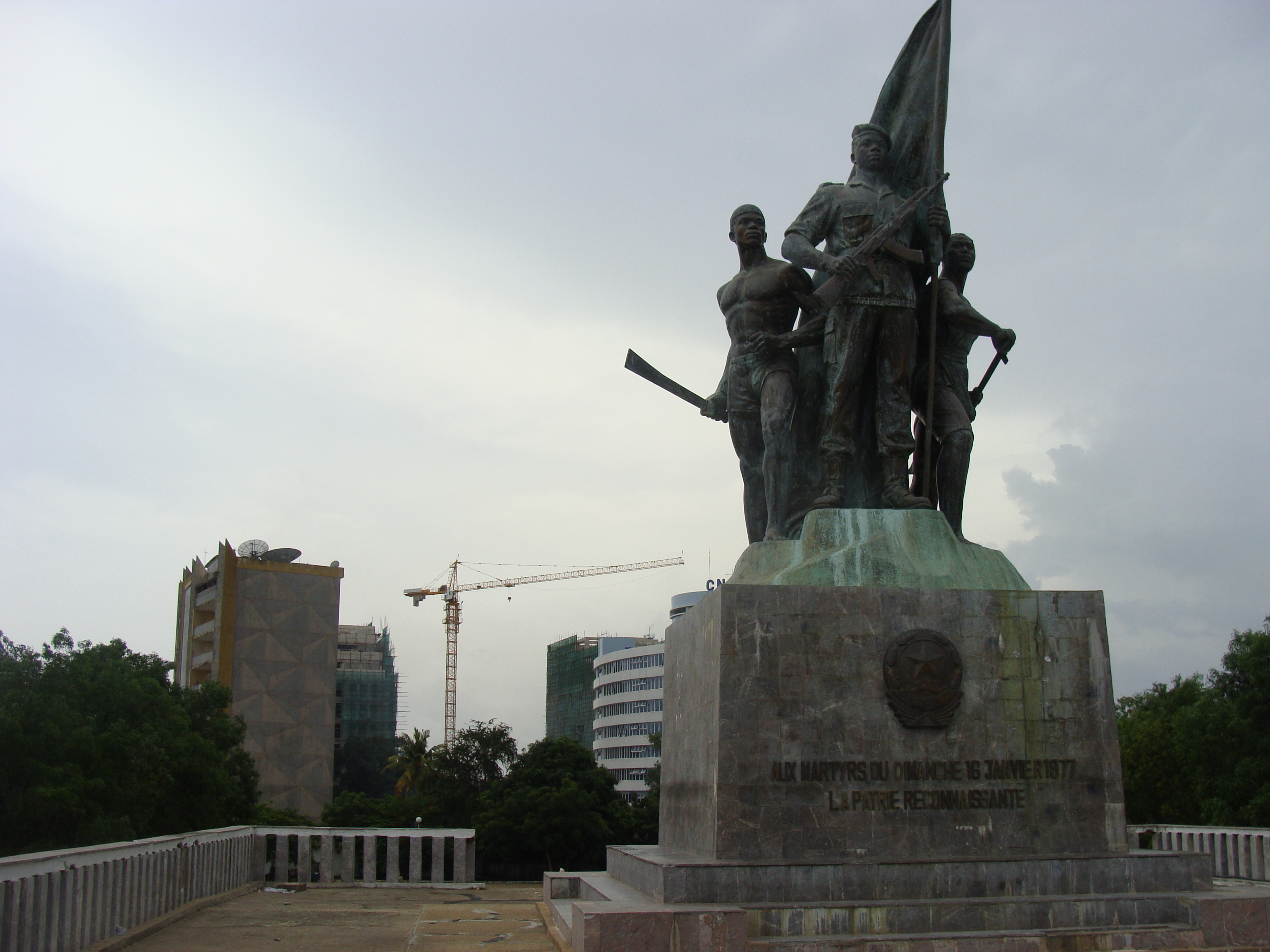
科托努街头纪念1977年贝宁人民反颠覆斗争胜利的铜像